# محمد أبو زريق
محمد فيصل يوسف أبو زريق (30 ديسمبر 1997 -) هو لاعب كرة قدم أردني مواليد مدينة الرمثا، يلعب منذ أواخر يناير 2025 لصالح نادي الحسين إربد، يلعب كذلك مع المنتخب الأردني لكرة القدم في مركزالجناح الأيسر.

## مسيرته الرياضية
بدأ مسيرته الرياضية مع نادي الرمثا الأردني وأعير إلى نادي السيلية القطري صيف 2019. في 9 يناير 2022، انضم إلى النادي الأهلي الليبي في عقد انتقال مجاني، في 15 أغسطس 2022 انضم إلى الترجي الرياضي التونسي في عقد مدته ثلاث سنوات.

### نادي السيلية القطري
بدا محمد شرارة مسيرته الاحترافية مع نادي السيلية في دوري النجوم القطري، حيث خاض معه 11 مباراة، سجل خلالها هدفين في الفترة من سبتمبر 2019، إلى أغسطس 2020.

### نادي الاهلي الليبي
أعلن النادي الأهلي الليبي في يناير 2022 عن الاتفاق الرسمي مع الأردني محمد أبو زريق نجم فريق الرمثا لمدة نصف موسم.

### نادي الترجي التونسي
أعلن نادي الترجي الرياضي التونسي عن تعاقده مع شرارة الذي وقع على عقد يمتد 3 سنوات. وجاء بطلب من المدير الفني لفريق باب سويقة نبيل معلول.

### نادي الوحدات
تعاقد نادي الوحدات مع محمد أبو زريق بشرارة، بعد انتقالة من نادي الترجي التونسي واتفق نادي الوحدات معه على كافة تفاصيل العقد مع الدكتور بشار حوامدة رئيس نادي الوحدات وعضوي مجلس الإدارة عوض الأسمر وزياد شلباية.

### نادي الشرطة العراقي
أعلن نادي الشرطة العراقي عن ضمّ أبو زريق لتشكيلة النادي أواخر يوليو 2024 نظرًا للمستوى الذي يقدمه مع نادي الوحدات وكذلك مع المنتخب الأردني، لاحقًا وبعد بضعة أشهر، أعلن أبو زريق عن فسخ عقده مع النادي بالتراضي في 20 يناير 2025.

### نادي الحسين إربد
أواخر يناير 2025 أعلن نادي الحسين إربد عن تعاقده مع أبو زريق وضمّه لتشكيلة النادي.

## اللعب الدولي
لعب شرارة أول مباراة دولية له مع المنتخب الأردني ضد سلوفاكيا في مباراة ودية يوم 7 يونيو 2019. وتم اختياره ضمن تشكيلة الأردن المشاركة في كأس العرب 2021.

### الأهداف الدولية
| #  | التاريخ      | الملعب                                | الخصم     | النتيجة | النتيجة | المنافسة    |
| -- | ------------ | ------------------------------------- | --------- | ------- | ------- | ----------- |
| 1. | 1 فبراير2021 | ملعب ذياب عوانة، دبي، الإمارات العرية | طاجيكستان | 1–0     | 2–0     | مباراة ودية |
| 2. | 28 مايو 2022 | ملعب سحيم بن حمد، الدوحة، قطر         | الهند     | 1–0     | 2–0     | مباراة ودية |

## المشاركة في المنتخب الوطني
- كأس العرب 2021 في قطر.
- كأس آسيا 2023 في المجموعة الخامسة

## الألقاب
- الدوري الأردني للمحترفين 2021

## روابط خارجية
- محمد أبو زريق على موقع أرشيف الشارخ.
- محمد أبو زريق على موقع قاعدة بيانات كرة القدم.إي يو (الإنجليزية)
- محمد أبو زريق على موقع Soccerway.com (الإنجليزية)
- محمد أبو زريق على موقع عالم كرة القدم.نت (الإنجليزية)
- محمد أبو زريق  على سكروي
- محمد أبو زريق على كوورة